# جورج آدامز (لاعب كرة قدم بريطاني)
جورج آدامز (بالإنجليزية: George Adams)‏ (1 يوليو 1950 بغلاسكو في المملكة المتحدة - ) هو مدرب كرة قدم ولاعب كرة قدم بريطاني في مركز مهاجم داخلي. لعب مع نادي أبردين ونادي بارتيك ثيسل ونادي سترنرير ‏ ونادي ألوا أثليتيك ونادي ستيرلينغشير الشرقية.